# Propaganda nazista
Propaganda nazista é o termo que descreve a poderosa propaganda psicológica na Alemanha Nazista, muitas das quais centradas em declarar que os judeus e outras minorias eram a "fonte dos problemas econômicos" da Alemanha. A propaganda nazista também teve temas comuns entre os países em guerra: a iminente derrota dos seus inimigos, a necessidade de segurança, etc. Os telejornais também foram utilizados para obter apoio para a causa nazista. Nesse sentido, Leni Riefenstahl é provavelmente a mais famosa propagandista; o filme "O Triunfo da Vontade" é um dos exemplos mais conhecidos de propaganda na história do cinema. Este filme foi popular no Terceiro Reich e continuou influenciando filmes, documentários e comerciais até os dias atuais. Joseph Goebbels, o ministro da Propaganda da Alemanha Nazista, desempenhou um papel central na criação de material antissemita e pró-nazista para o partido. Ele estava no comando de uma máquina de propaganda que atingiu todos os níveis da sociedade alemã.

## História

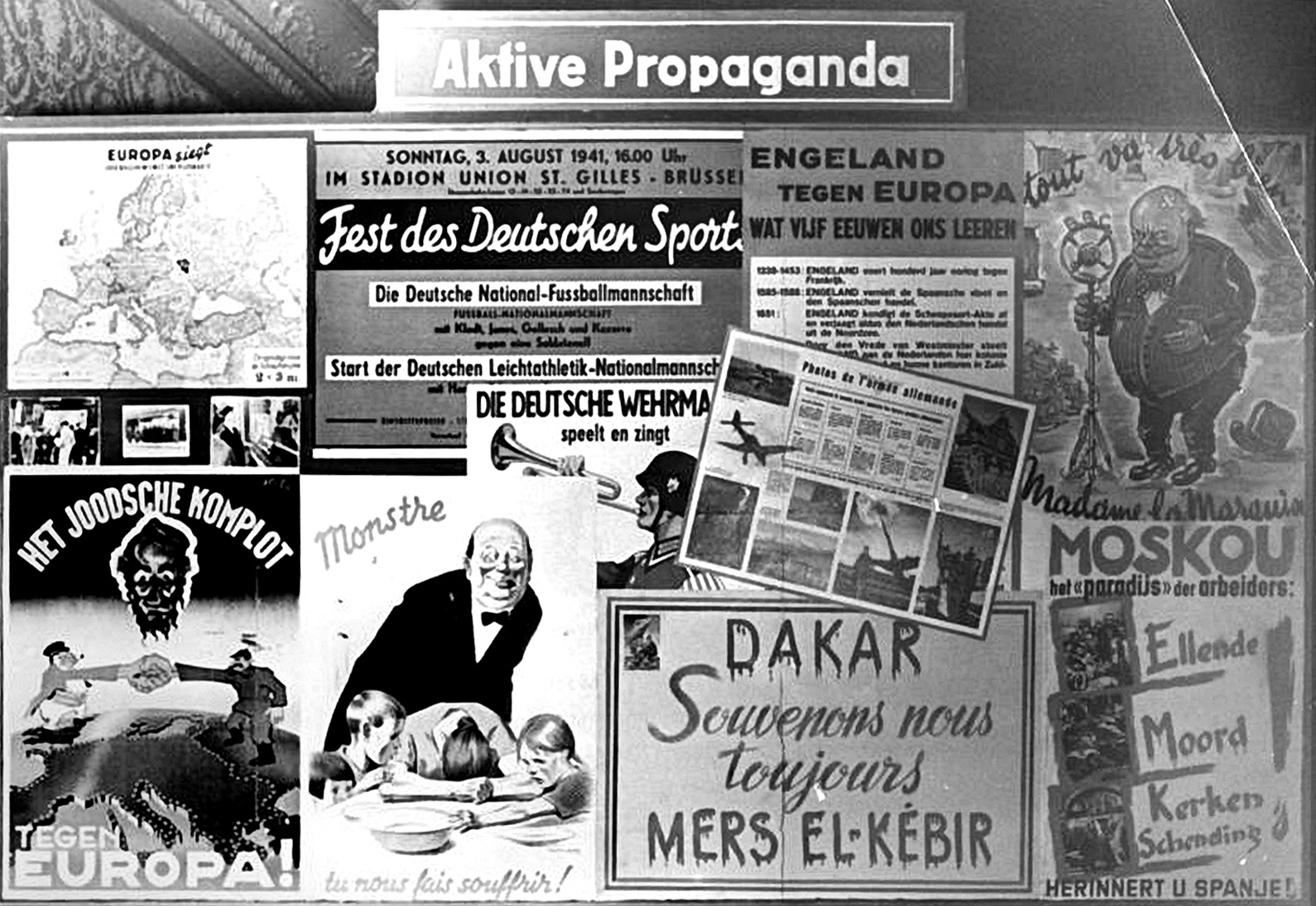
Imagens de propagandas nazistas

A propaganda teve uma tentativa coordenada para influenciar a opinião pública através da utilização de meios de comunicação. Foi pioneiramente utilizada pelo partido nazista, nos anos que antecederam e durante a liderança de Adolf Hitler da Alemanha (1933–1945). A propaganda nazista forneceu um instrumento crucial para a aquisição e manutenção do poder, e para a implementação das suas políticas, incluindo o exercício de guerra total e do extermínio de milhões de pessoas pelo Holocausto. A utilização generalizada da propaganda pelos nazistas é o grande responsável pela palavra "propaganda" adquirir no presente conotações negativas

### No poder (1933 – 1939)
Durante a Segunda Guerra Mundial, as técnicas de propaganda foram cientificamente organizadas e aplicadas para influenciar a opinião pública.
Na guerra, o objetivo da propaganda é sempre provocar o ódio:
| “ | A propaganda consiste em forçar uma doutrina nos povos inteiros. A propaganda atua na sociedade, no ponto de vista de uma ideia e fá-las maduras para a vitória desta ideia. | ” |

Quando subiu ao poder em 1933, Hitler estabeleceu um Ministério da Propaganda dirigido por Joseph Goebbels. Em Berlim, Goebbels tornou-se o editor do jornal "Der Angriff" (O Ataque), que publicava constantemente difamações antissemitas.
Os objetivos do ministério eram assegurar que a mensagem nazi fosse espalhada através da arte, música, teatro, filmes, livros, rádio, material educacional e imprensa. O ministro da propaganda, Goebbels, tinha duas tarefas principais: assegurar que ninguém na Alemanha lia ou via ideias contrárias ao Partido Nazi e assegurar que as ideias Nazis fossem expostas da maneira mais persuasiva possível.

#### Antissemitismo
Um estudo concluiu que o uso de propaganda radiofónica por parte dos nazis incitou a atos antissemitas. A rádio nazi foi mais eficaz em locais onde o antissemitismo era historicamente elevado, e teve um efeito negativo em locais com um antissemitismo historicamente baixo.
Adolf Hitler e os propagandistas nazis jogaram com o antissemitismo alemão generalizado e há muito estabelecido. Os judeus eram acusados de coisas como roubar ao povo alemão o seu trabalho árduo e de, em simultâneo, evitar o trabalho físico. Hitler declarou que a missão do movimento nazi era aniquilar o "bolchevismo judeu", que também era chamado de "bolchevismo cultural". Hitler afirmou que os "três vícios" do "marxismo judaico" eram a democracia, o pacifismo e o internacionalismo, e que os judeus eram responsáveis pelo bolchevismo, comunismo e marxismo. Joseph Goebbels em 1937 A Grande Exposição Anti-Bolchevista declarou que o bolchevismo e os judeus eram uma e a mesma coisa.
No congresso do partido nazi de 1935 em Nuremberga, Goebbels declarou que "o bolchevismo é a declaração de guerra dos subhumanos internacionais liderados pelos judeus contra a própria cultura".